# Tóxo
Tóxo är en ort i Grekland.   Den ligger i prefekturen Nomós Pierías och regionen Mellersta Makedonien, i den norra delen av landet, 280 km norr om huvudstaden Aten. Tóxo ligger 286 meter över havet och antalet invånare är 255.
Terrängen runt Tóxo är varierad. Runt Tóxo är det ganska tätbefolkat, med 58 invånare per kvadratkilometer. Närmaste större samhälle är Kateríni, 12,2 km sydost om Tóxo. Trakten runt Tóxo består till största delen av jordbruksmark.